# Goswin de Fierlant
Goswin Anne-Marie Félix de Fierlant (Turnhout, 20 november 1735 - Brussel, 19 februari 1804) was een hoge ambtenaar en politicus in de Oostenrijkse Nederlanden.

## Levensloop
Fierlant was een zoon van Willem de Fierlant en Catherine van den Broeck. De Fierlants behoorden tot een invloedrijke dynastie van juristen, magistraten en ambtenaren en behoorden sinds 1657 tot de adel. Te vermelden zijn:
- Simon de Fierlant (1602-1686), kanselier van Brabant
  - Philippe Ignace de Fierlant (1645-1716), raadsheer in de Raad van Brabant
    - Willem de Fierlant (1695-1773), schout van Turnhout
      - Goswin de Fierlant

In 1753 begon hij de rechtenstudies aan de universiteit van Leuven in het college De Valk. Hij promoveerde tot licentiaat in beide rechten en in 1757 vestigde hij zich als advocaat. Vanaf 1762 behartigde hij de belangen van de stad Turnhout. In 1766 werd hij benoemd tot pensionaris en juridisch raadgever voor de stad Brussel.
In 1768 werd hij opgenomen in de centrale instellingen van de Oostenrijkse Nederlanden. Hij werd eerst secretaris en het jaar daarop raadsheer bij de Geheime Raad, het zenuwcentrum van het centraal bestuur. Hij werkte er samen met gevolmachtigd minister Cobenzl (1712-1770) en met de chef-president van de Geheime Raad Patrice-François de Neny (1716-1784). In 1771 trouwde hij met Marie Thérèse de Neny, oudste dochter van de chef-president. Het echtpaar kreeg een zoon, Antoine de Fierlant (1778-1830).
In 1773 werd Fierlant president van de Grote Raad van Mechelen, de hoogste rechtbank in de Oostenrijkse Nederlanden. Meteen werd hij ook raadsheer bij de Raad van State, een functie met weinig macht maar met een hoge wedde. Hij bleef (met een korte onderbreking) gedurende twintig jaar president van de Grote Raad.
Hij bleef nagenoeg ononderbroken gedurende twintig jaar president van de Grote Raad. In 1787 verloor hij zijn functie door de grondige hervormingen die keizer Jozef II wilde doorvoeren, en werd toen voorzitter van het hof van beroep in Brussel. Maar dit intermezzo duurde slechts enkele weken en hij hernam het presidentschap. Ook tijdens de Brabantse Omwenteling behield hij het ambt en na de terugkeer van de Oostenrijkers in 1793-1794 bleef hij ook het ambt behouden. 
In 1794, na de tweede en definitieve Franse inval, vluchtte hij naar Wenen en verbleef er als ambteloos burger tot in 1802. Hij kreeg voorstellen om opnieuw een openbare functie op te nemen, maar wees die af. In 1804 overleed hij aan een beroerte.

## Bemerkingen over het folteren
In zijn acties wilde Fierlant het bestaande strafrecht in verlichte richting moderniseren. Hij wilde enerzijds een sterker staatsgezag, anderzijds een meer efficiënte repressie, binnen het nodige respect voor de rechten van de burgers.
Fierlant was een tegenstander van de folterpraktijken. Hiermee was hij niet baanbrekend, want dit was in zijn tijd al een zienswijze die algemeen werd aanvaard. Maar zijn originaliteit bestond erin de folterproblematiek en die van de criminaliteit te koppelen aan de armoede, de bedelarij en de landloperij. Hij zag de samenhang tussen deze plagen en de criminaliteit, maar hij oordeelde dat folteringen en lijfstraffen daar niet op het juiste antwoord op waren. Men moest de oorzaken bestrijden om ze uit te schakelen. Voor hem was het alternatief voor het bestraffen het tuchthuis, met daarnaast toch nog de doodstraf voor de ergste misdaden.
De tuchthuizen bestonden al, maar ze droegen niet bij tot de bestrijding van armoede, bedelarij en landloperij, zaten overvol en hadden weinig afschrikkingseffect. Hij moest aanvaarden, omdat Wenen het wilde, dat de tuchthuizen werden veralgemeend, maar ontwikkelde de idee om het probleem van de landlopers en armoezaaiers afzonderlijk te behandelen, los van de misdadigers. Hij voorzag drie afzonderlijke kwartieren: die voor misdadigers, die voor bedelaars en die voor vrouwen. Voor de armoedebestrijding stelde hij de uitbouw voor van 'bedelaarswerkhuizen'. 

## Geschriften en publicaties
- Observations sur la torture, 1771
- Observations sur l'insuffisance et les inconvénients des peines afflictives et sur les avantages qu'il y aurait à les remplacer par des maisons de force, 1771. Beide studies gepubliceerd in 1895 in: Bulletin del la Commission Royale d'Histoire.
- Premières idées sur la réforme des lois criminelles, 1773. onuitgegeven tekst bewaard in het Algemeen Rijksarchief Brussel.
- Sur l'établissement d'une leçon d'accouchement
- Plan d'éducation pour les enfants de soldats, handschrift bewaard in het Algemeen Rijksarchief Brussel, gedeeltelijk gepubliceerd  in: Bulletin de la Commission royale d'histoire, 1939.